# Route nationale 225
Die Route nationale 225, kurz N 225 oder RN 225, ist eine französische Nationalstraße, die als Schnellstraße zwischen Bergues und Dunkerque erbaut wurde. Die N 225 ist auf ganzer Länge zweistreifig in beide Fahrtrichtungen.

## Verlauf
Die Autoroute A 25 geht in Socx in die N 225 über. Die Nummerierung der Anschlussstellen wird weitergeführt.
Sie führt dann als Umgehungsstraße westlich an Bergues und Bierne vorbei und quert bei La Pont de Petite-Synthe den Canal de Bourbourg. Der weitere Verlauf zieht sich durch das Industriegebiet von Grande-Synthe, um dann die Autoroute A16 zu kreuzen. Die Route nationale ist ab dort zur Route départementale 625 herabgestuft und führt weiter zwischen Grande-Synthe und Petite-Synthe Richtung Fort-Mardyck und Hafen von Dunkerque.